# NGC 897
NGC 897 je galaksija u zviježđu Kemijska peć.

## Vanjske poveznice
- SEDS: NGC 897